# Șeriful din Nottingham

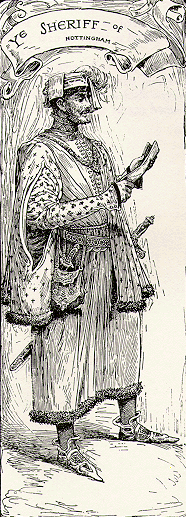
Șeriful din Nottingham

Șeriful din Nottingham este o figură importantă în legenda lui Robin Hood. Una din funcțiile sale importante era aceea de a captura haiduci, așa cum ar fi Robin Hood, pentru a asigura securitatea rutelor comerciale ce treceau prin Pădurea Sherwood. O altă funcție importantă a sa era a menține departe braconierii care vânau cerbul regelui. În unele povești, șeriful din Nottingham este portretizat ca având permanent dorințe libidinoase pentru iubita lui Robin Hood, Maid Marian. Este considerat a fi personajul negativ principal al poveștilor cu și despre Robin Hood, care apare frecvent alături de dușmanii lui Robin Hood, așa cum sunt ca Sir Guy de Gisbourne sau Printul John al Angliei (deși rareori apare alături de ambii).

## Istoricul personajului
Legendele sunt, în general, stabilite departe din Nottingham, acest lucru încadrează poziția istorică a Marele Șerif Nottinghamshire, Derbyshire și Pădurile Royal (din 1068 până în 1568). În filmul Robin Hood: Prince of Thieves, influența șerifului a crescut atât de mult că încearcă să preia controlul asupra tronului, din cauza puterii sale din afara regiunii Nottingham.
În unele versiuni, Șeriful este mai mult un intrigant laș în timp ce asistentul său, Sir Guy Gisbourne, este o amenințare fizică mult mai competentă și hotărâtă decât Robin. În alte versiuni, Șeriful răspunde de prințul John, care este personajul negativ principal.
Istoria șerifului pe care poveștile se bazează ar fi putut fi realizate de William de Wendenal, Roger de Laci, or William Brewer.

## Varii portretizări
- În filmul american din 1938 The Adventures of Robin Hood, cu Errol Flynn în rolul principal, Șeriful este jucat de Melville Cooper. El este nominal caracterizat ca un laș și ajutorul lui Sir Guy de Gisbourne, dar este, de fapt, suficient de inteligent și inventiv. Șeriful este cel care îl sfătuiește pe Sir Guy, îndemnându-l la prudență, să sporească securitatea caravanei lor cu mai mulți oșteni, pentru a împiedica o posibilă ambuscadă de către Robin Hood, sfat pe care Sir Guy îl nesocotește, plătind pentru nesocotința sa. Tot șeriful este creierul din spatele organizării turneului capcană, de tir cu arcul, prin care va ajunge a-l captura cu succes pe Robin Hood.
- El a fost jucat de Keith Allen in serialul BBC Robin Hood, din 2006. Allen a jucat rolul Șerifului, pe numele întreg Vaisey, ca un psihopat. În seria a treia a spectacolului, Vaisey este detronat de către Prince John, ca o consecință a eșecului său de asasinare a lui King Richard, după care el și-a falsificat propria moarte. El este înlocuit temporar cu ucigașul lui aparent, Guy of Gisborne, pentru un episod înainte ca Gisbourne să fie interzis; Isabella, sora lui Gisbourne, devine Șerif pentru câteva episoade înainte de a se întoarce Vaisey, planificând să recâștige Nottingham prin forță în seria finală.
- În filmul Disney version of Robin Hood, Șeriful este un mare antropomorf gray wolf cu un dialect Southern United States grav, gros, exprimat de  comediantul născut în Alabama, pe nume Pat Buttram. El servește ca șef executor al Prințului John, colectând taxele nelimitate de la oamenii din Nottingham și vânându-l pe Robin Hood și pe Micul John. Această versiune este descrisă ca fiind mult mai puțin inteligentă decât el își dă seama, susținând ca el poate vedea prin deghizările lui Robin Hood, atunci când acesta nu reușește să vadă prin intermediul a două dintre ele. În punctul culminant al filmului, el se luptă pentru scurt timp cu Robin în interiorul fortăreței Prințului John și este părăsit, prins în spatele unor perdele, dar scena filmului final face clar faptul că a supraviețuit. El este văzut ultima oară spărgând roci jos în Rock Royal Pile, condamnat să facă acest lucru, împreună cu Printul John și Sir Hiss de Regele Richard.
- Șeriful a fost parodiat în serialul de televiziune pentru copii Maid Marian and her Merry Men ca un intrigant prostuț, jucat de Tony Robinson.
- Șeriful din Nottingham este jucat de către actorul Matthew Macfadyen in filmul lui Ridley Scott, intitulat Robin Hood.
- În Star Trek The Next Generation episodul "Qpid", Q preia rolul de Șerif din Nottingham.